# Sentimiento antiestadounidense en Corea

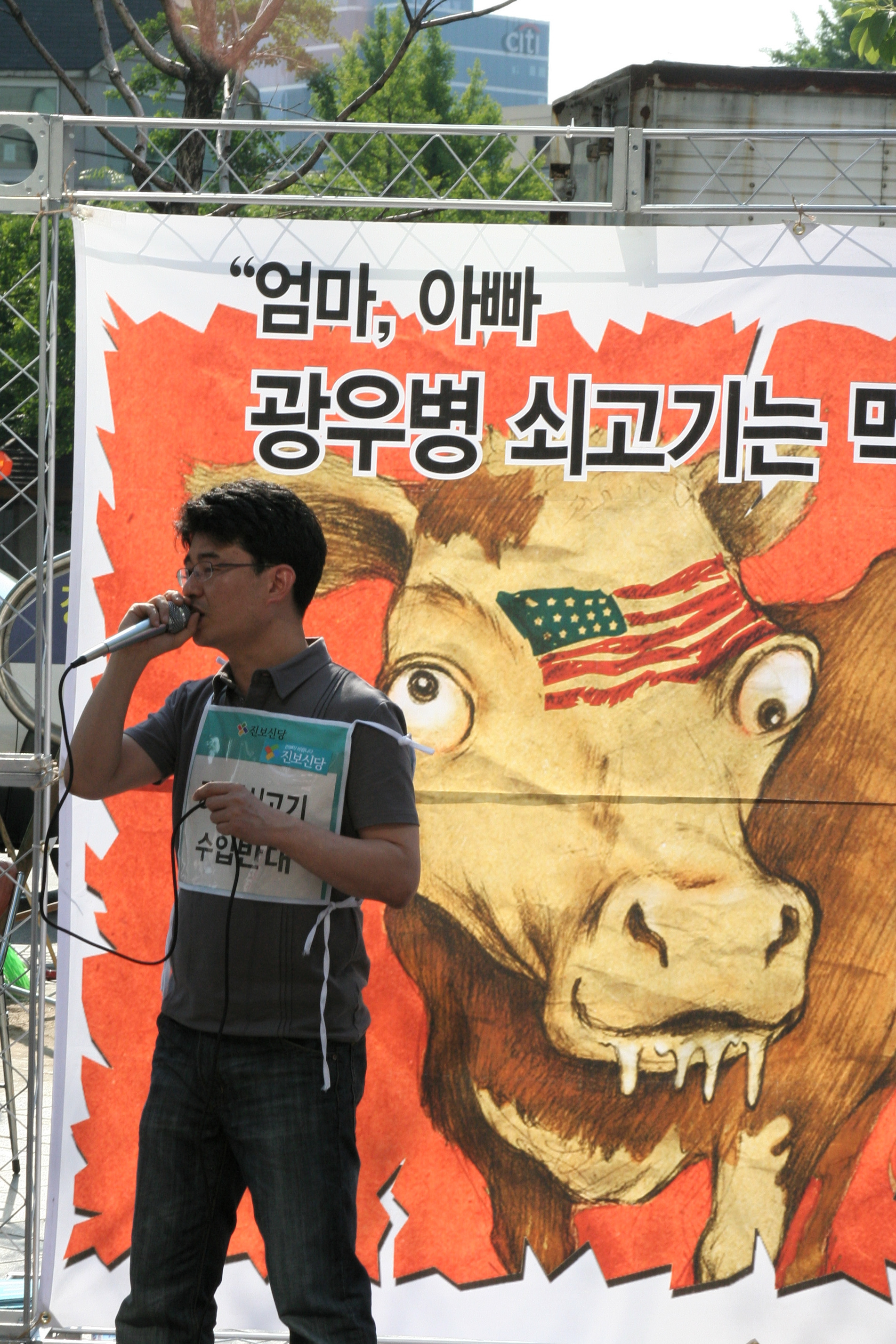
Manifestantes surcoreanos protestando contra el acuerdo sobre carne estadounidense el 11 de mayo de 2008.

El sentimiento antiestadounidense en Corea comenzó con el primer contacto entre ambas naciones y continuó tras la división de Corea y la guerra de Corea. Según una encuesta de Pew Research en 2025, el 61% de los surcoreanos tenía una opinión favorable de Estados Unidos, mientras que el 39% tenía una opinión desfavorable.
Un enfoque particular de este sentimiento se ha centrado en la presencia y el comportamiento del personal militar de las Fuerzas de Estados Unidos en Corea (USFK) en la península. Ha habido varios casos destacados de soldados estadounidenses cometiendo violaciones y agresiones contra ciudadanos coreanos, como el incidente de la autopista de Yangju de 2002, así como la controversia por la expansión de Camp Humphreys en 2008. La presencia militar estadounidense en Corea del Sur, especialmente en la base militar de Yongsan en el centro de Seúl, sigue siendo un tema controvertido. Aunque las protestas han surgido por incidentes específicos, pueden reflejar un sentimiento histórico más profundo, relacionado con el sentimiento antioccidental.
En la última década, muchos dramas y películas coreanas han retratado a los estadounidenses de manera negativa, lo que también podría contribuir al fomento de opiniones antiestadounidenses entre los coreanos del Sur.

## Historia

### Antes de la guerra de Corea

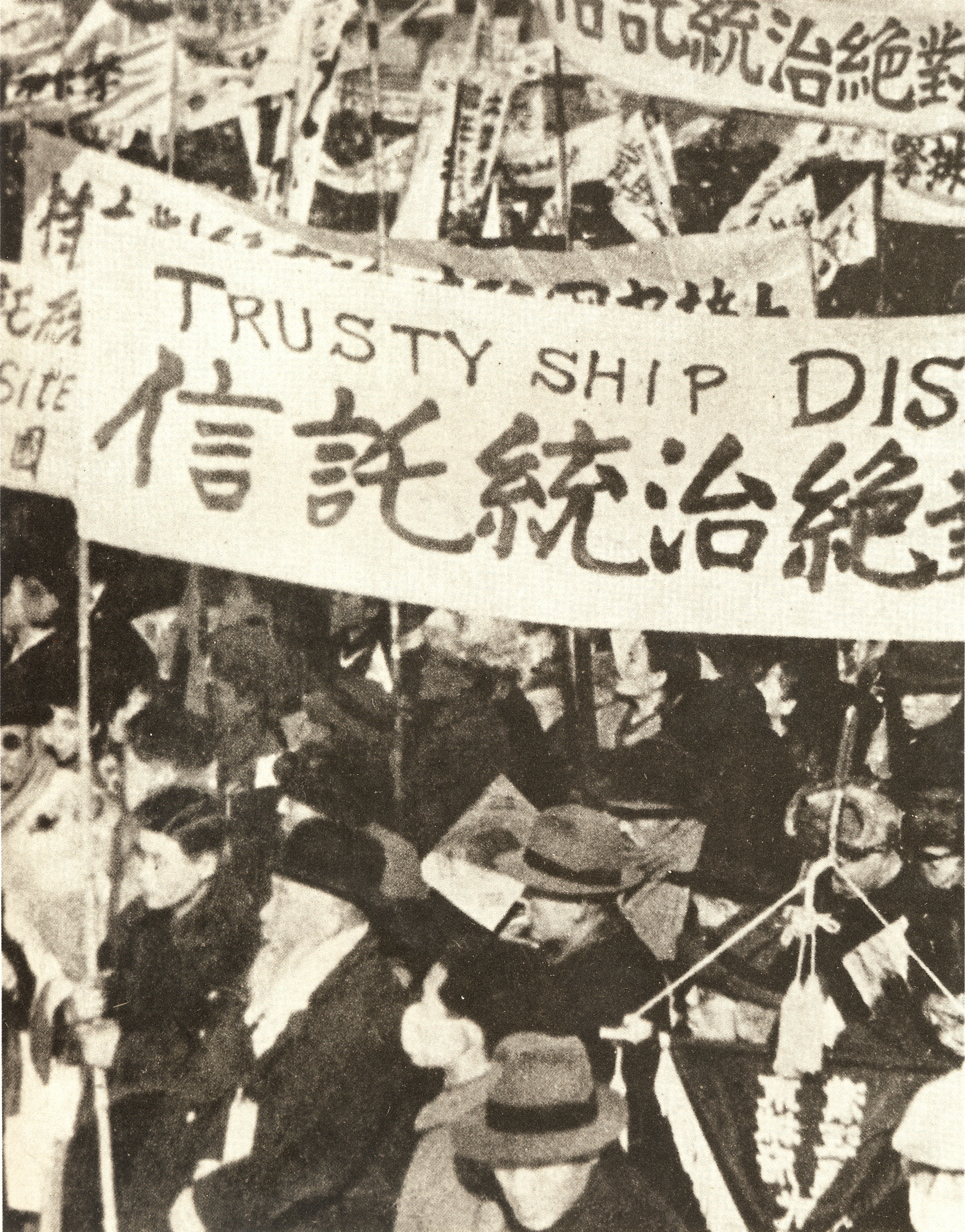
Campaña contra el fideicomiso en diciembre de 1945.

Tras la derrota japonesa en la Segunda Guerra Mundial, Estados Unidos estableció un gobierno autoproclamado en Corea que implementó varias políticas muy impopulares. En resumen, el gobierno militar primero apoyó al mismo gobierno colonial japonés. Luego, destituyó a los funcionarios japoneses, pero los retuvo como asesores. Los coreanos, antes de la llegada de los estadounidenses, habían desarrollado su propio gobierno basado en el apoyo popular, la República Popular de Corea, que no debe confundirse con la República Popular Democrática de Corea, el nombre oficial de Corea del Norte. El gobierno popular fue ignorado, censurado y, finalmente, ilegalizado por decreto del gobierno militar estadounidense. Este gobierno militar también creó un consejo asesor en el que la mayoría de los escaños se ofrecieron al naciente Partido Democrático de Corea (KDP), que consistía principalmente en grandes terratenientes, empresarios ricos y exfuncionarios coloniales. El gobierno militar y este consejo asesor organizaron elecciones para una legislatura.
Las elecciones fueron boicoteadas y protestadas en todo el país por los campesinos. El levantamiento fue reprimido con policía, tropas y tanques estadounidenses, y declaraciones de ley marcial. Los únicos representantes electos que no eran del KDP o sus aliados provenían de la provincia de Jeju. Además, la negativa de Estados Unidos a consultar a las organizaciones populares existentes en el sur, como se acordó en la Conferencia de Moscú, y así allanar el camino hacia una Corea dividida, generó amargura en la mayoría de los coreanos. Finalmente, al presionar por elecciones de las Naciones Unidas que no serían observadas por el norte controlado por los soviéticos, a pesar de las objeciones legales, se consagró una Corea dividida, a la que la mayoría de los coreanos se oponía.

### Guerra de Corea

#### Masacre de No Gun Ri

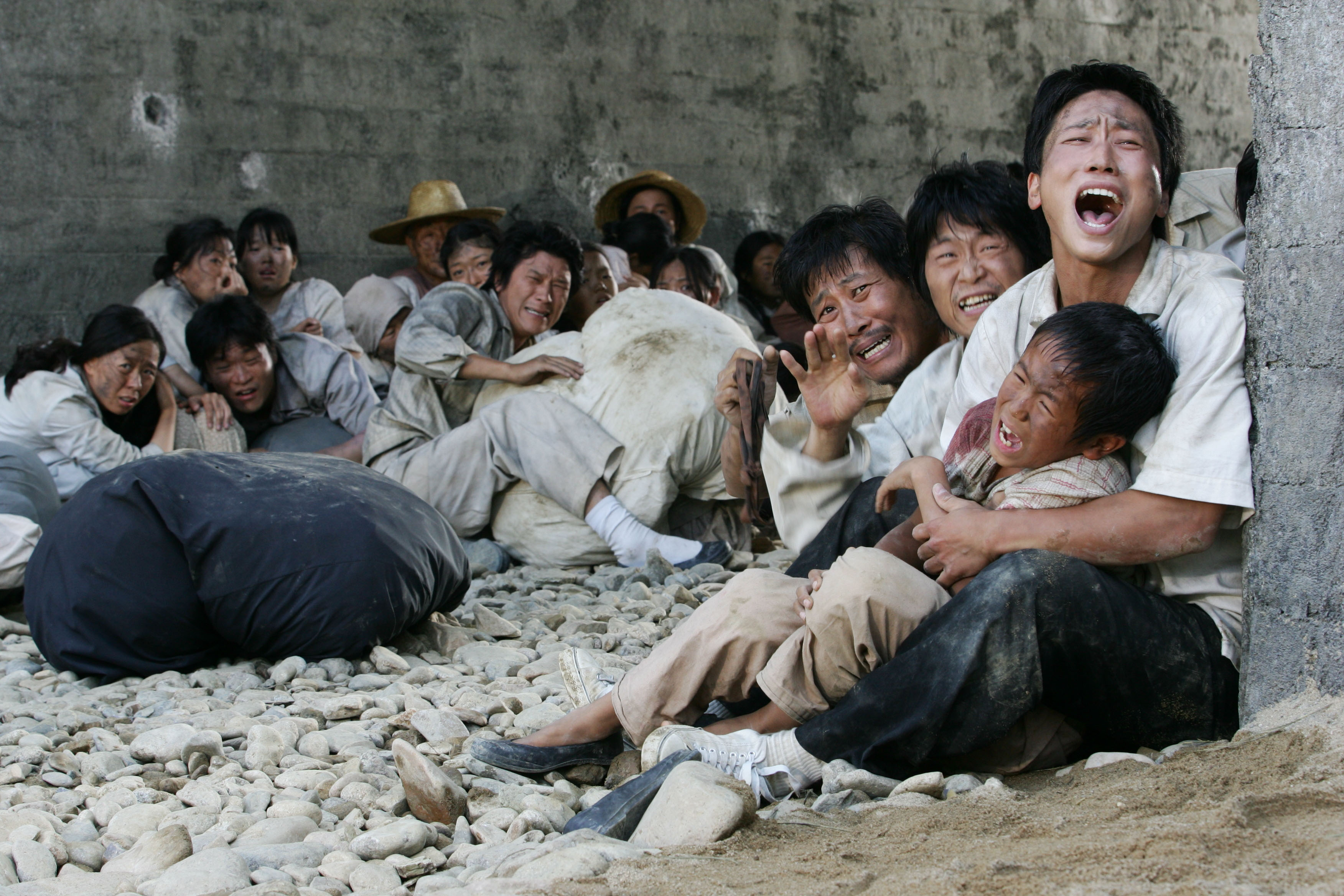
Representación de la escena bajo el puente de No Gun Ri de la película surcoreana de 2009 A Little Pond.

La masacre de No Gun Ri ocurrió entre el 26 y el 29 de julio de 1950, al inicio de la guerra de Corea, cuando refugiados surcoreanos fueron asesinados por el 7.º Regimiento de Caballería de EE. UU. (y un ataque aéreo estadounidense) en un puente ferroviario cerca del pueblo de No Gun Ri, a 160,9 km al sureste de Seúl. En 2005, el gobierno surcoreano certificó los nombres de 163 muertos o desaparecidos (en su mayoría mujeres, niños y ancianos) y 55 heridos. Se afirmó que los nombres de muchas otras víctimas no fueron reportados. Los sobrevivientes estimaron generalmente 400 muertos. El Ejército de los Estados Unidos cita el número de víctimas como «desconocido». Junto con la Masacre de My Lai en Vietnam, fue una de las mayores masacres individuales de civiles por parte de las fuerzas terrestres estadounidenses en el siglo XX.
Las muertes de civiles ganaron amplia atención cuando la Associated Press publicó artículos en 1999 en los que veteranos del 7.º Regimiento de Caballería corroboraron los relatos de los sobrevivientes, artículos que luego ganaron el Premio Pulitzer de Periodismo de Investigación. El veterano del 7.º Regimiento de Caballería, Joe Jackman, afirmó, «había niños ahí fuera, no importaba qué fuera, de ocho a ochenta años, ciegos, lisiados o locos, los dispararon a todos». La AP también descubrió órdenes en el frente de guerra para disparar a los refugiados, dadas por temor a la infiltración enemiga norcoreana. Tras años de rechazar las demandas de los sobrevivientes, el Pentágono llevó a cabo una investigación y, en 2001, reconoció las muertes, pero se refirió al evento de tres días como «una tragedia desafortunada inherente a la guerra y no un asesinato deliberado». Estados Unidos rechazó las demandas de los sobrevivientes de una disculpa y compensación. Las inconsistencias con la investigación del Pentágono llevaron al veterano de la guerra de Corea Pete McCloskey (quien había sido traído para asesorar en el informe) a afirmar, «el gobierno siempre mentirá sobre asuntos embarazosos».
Investigadores surcoreanos discreparon con los hallazgos del Pentágono, diciendo que creían que las tropas del 7.º Regimiento de Caballería recibieron órdenes de disparar a los refugiados. El grupo de sobrevivientes calificó el informe estadounidense como un blanqueamiento. Más tarde surgieron documentos de archivo adicionales que mostraban órdenes de comandantes estadounidenses de disparar a los refugiados durante este período, documentos desclasificados encontrados pero no revelados por los investigadores del Pentágono. Entre ellos estaba un informe del embajador estadounidense en Corea del Sur en julio de 1950 que indicaba que el ejército estadounidense había adoptado una política en todo el teatro de disparar a los grupos de refugiados que se acercaban. A pesar de las demandas, la investigación estadounidense no fue reabierta.
Impulsados por la exposición de No Gun Ri, sobrevivientes de incidentes similares presuntamente ocurridos en 1950-1951 presentaron informes al gobierno de Seúl. En 2008, una comisión investigadora indicó que se habían registrado más de 200 casos de presuntas matanzas de civiles a gran escala por parte del ejército estadounidense, principalmente ataques aéreos. Más documentos que detallaban órdenes de «matar» a refugiados fueron descubiertos en los archivos nacionales de EE. UU. y apuntan al ataque generalizado a refugiados por parte de comandantes mucho después de la masacre de No Gun Ri. En agosto de 1950, hubo órdenes que detallaban que los refugiados que cruzaran el río Naktong fueran disparados. Más tarde ese mismo mes, el general Gay ordenó a las unidades de artillería atacar a civiles en el campo de batalla. En enero de 1951, el 8.º Ejército de EE. UU. detalló a todas las unidades en Corea que los refugiados fueran atacados con todo el fuego disponible, incluyendo bombardeos. En agosto de 1950, se reporta que 80 civiles fueron asesinados mientras buscaban refugio en un santuario cerca del pueblo de Kokaan-Ri, cerca de Masan en Corea del Sur. Otros sobrevivientes recuerdan que 400 civiles fueron asesinados por artillería naval estadounidense en las playas cerca del puerto de Pohang en septiembre de 1950.

#### Masacre de Sinchon
Corea del Norte afirma que las fuerzas estadounidenses masacraron a 35,000 personas en Sinchon entre el 17 de octubre y el 7 de diciembre de 1950.

#### Conferencia de Ginebra de 1954
El armisticio al final de la guerra de Corea requería que se llevara a cabo una conferencia política donde se abordaría la cuestión de una Corea unificada. A pesar de muchas propuestas para elecciones nacionales independientes y una Corea unificada, democrática e independiente, no se adoptó ninguna declaración para una Corea unificada. Algunos participantes y analistas culpan a EE. UU. por obstruir los esfuerzos hacia la unificación.

#### Prostitución militar

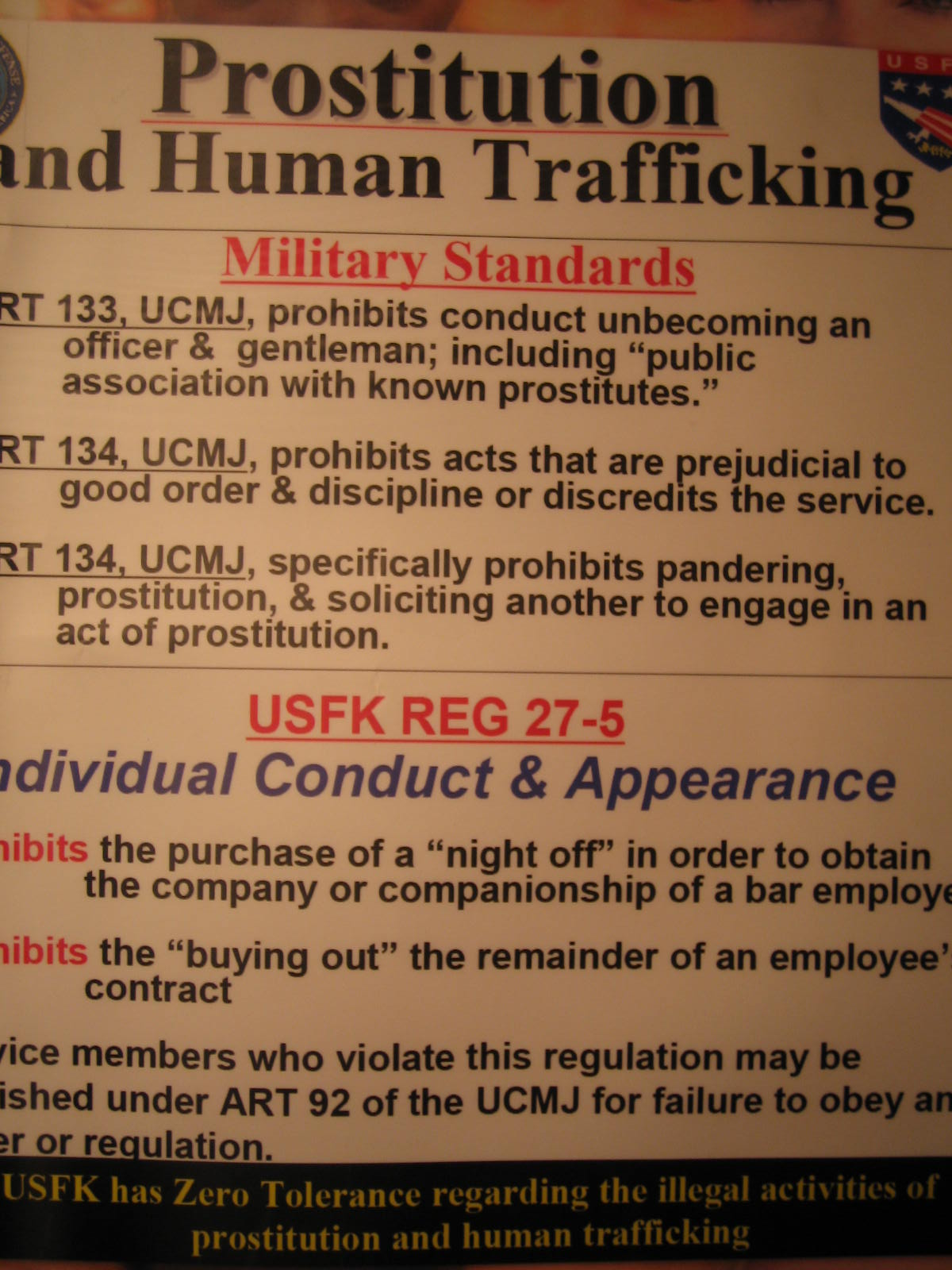
Aviso sobre prostitución y tráfico humano en Corea del Sur para soldados estadounidenses por las Fuerzas de los Estados Unidos en Corea.

El patrocinio militar estadounidense de prostitutas surcoreanas ha sido una fuente de controversia durante décadas.
A principios de los años 90, las antiguas víctimas de prostitución forzada se convirtieron en un símbolo del nacionalismo antiestadounidense. Las antiguas prostitutas militares buscan compensación y disculpas, ya que afirman haber sido el mayor sacrificio por la alianza entre Corea del Sur y Estados Unidos. Algunas mujeres surcoreanas reportan haber sido alentadas a proporcionar servicios sexuales para soldados estadounidenses. Como resultado de esta práctica, algunas mujeres fueron asesinadas por soldados, incluyendo a Yun Geum-i en 1992. La policía militar estadounidense y los funcionarios surcoreanos realizaban redadas regulares en clubes en busca de mujeres que se pensaba que propagaban enfermedades venéreas, encerrándolas bajo custodia en las llamadas «casas de monos» con ventanas enrejadas. Allí, las prostitutas eran obligadas a tomar medicamentos hasta que se recuperaban.

### Incendio delCentro Cultural Americano

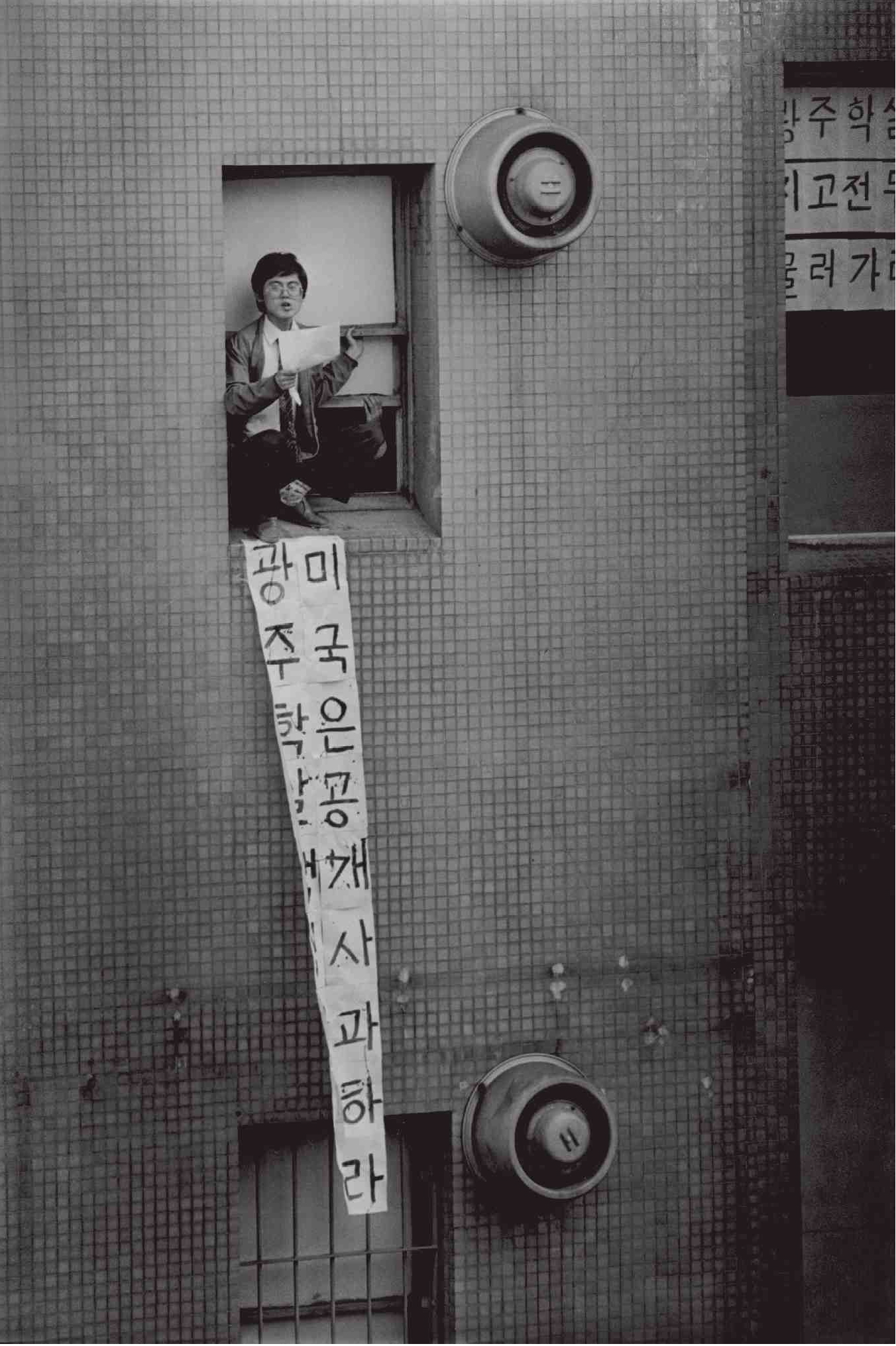
Protesta de huelga de ocupación en el Centro Cultural Americano el 23 de mayo de 1985.

El 9 de diciembre de 1980, en Gwangju, incendiarios que protestaban por la masacre de Gwangju, quemaron el Centro Cultural Americano.
El 12 de marzo de 1982, incendiarios prendieron fuego al Centro Cultural Americano en Busan. Mataron a una persona e hirieron a varias. Moon Pu-shik y Kim Hyon-jang fueron condenados a muerte, pero luego sus sentencias fueron conmutadas a cadena perpetua y luego a 20 años.
El 20 de noviembre de 1982, incendiarios quemaron el Centro Cultural Americano en Gwangju por segunda vez. En septiembre de 1983, el Centro Cultural Americano de Daegu fue bombardeado. En mayo de 1985, en Seúl, el Centro Cultural Americano fue ocupado.
El 23 de abril de 2013, en Daegu, dos incendiarios antiestadounidenses atacaron por error una academia privada llamada Centro Cultural Americano.

## Incidentes de los 2000

### Incidente de la autopista de Yangju
El 13 de junio de 2002, un vehículo militar estadounidense atropelló fatalmente a dos niñas surcoreanas de 14 años, Shin Hyo-sun (신효순) y Shim Mi-seon (심미선), que caminaban por una calle en Uijeongbu, provincia de Gyeonggi. El incidente provocó un sentimiento antiestadounidense en Corea del Sur cuando un tribunal militar estadounidense declaró no culpables a los soldados involucrados, quienes fueron enviados de regreso a Estados Unidos inmediatamente después de la decisión. Esto provocó que cientos de miles de surcoreanos protestaran contra la presencia continua del ejército estadounidense.

### Actuación antiestadounidense de PSY

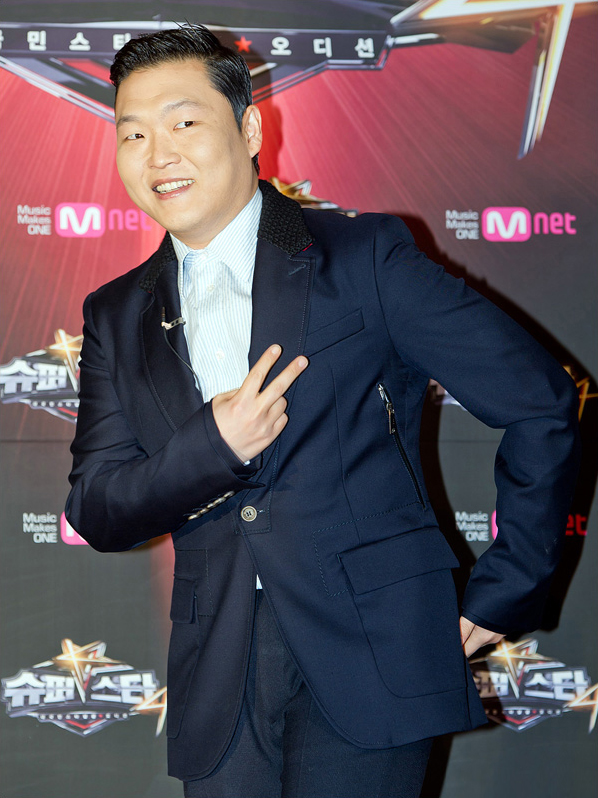
Estrella pop surcoreana PSY.

En 2002, PSY y algunas estrellas pop participaron en un concierto antiestadounidense en respuesta al incidente. PSY levantó un modelo de un vehículo blindado estadounidense M2 Bradley y lo destrozó, y rapeó la canción «Dear American». La canción fue escrita por una banda surcoreana para condenar a Estados Unidos y su ejército por su papel en la guerra de Irak. Las letras antiestadounidenses decían, «Mata a esos malditos yanquis que han estado torturando a prisioneros iraquíes y a quienes les ordenaron torturar», y «Mátenlos a todos lenta y dolorosamente», así como «hijas, madres, nueras y padres». En diciembre de 2012, emitió una disculpa al ejército estadounidense.

### Controversia de Apolo Ohno en los Juegos Olímpicos de Invierno de 2002
En Salt Lake City (Utah), Apolo Anton Ohno emergió como un atleta popular entre los fanáticos estadounidenses por su actitud alegre y estilo relajado. Se convirtió en la cara del patinaje de velocidad en pista corta en EE. UU., un deporte relativamente nuevo y desconocido en ese momento, y llevó las esperanzas de medallas de América en ese deporte. Ohno obtuvo medallas en dos eventos, aunque hubo cierta controversia asociada con los resultados.
En la carrera de 1500 m, Ohno ganó la medalla de oro, con un tiempo de 2:18.541. Durante la final de 1500 m, el surcoreano Kim Dong-sung cruzó primero la línea de meta, pero fue descalificado por bloquear a Ohno, en lo que se llama cruce de pista. Ohno estaba en segundo lugar con tres vueltas restantes, y en su tercer intento de adelantamiento en la última vuelta, Kim se desplazó ligeramente hacia el interior, donde Ohno levantó los brazos y salió de su postura para señalar que fue bloqueado. El cuarto clasificado de la misma carrera, Fabio Carta de Italia, mostró su desacuerdo con la decisión diciendo que era absurdo que el coreano fuera descalificado. Li Jiajun de China, que pasó de bronce a plata, se mantuvo neutral diciendo, «Respeto la decisión del árbitro, no voy a decir más». Steven Bradbury de Australia, ganador de la medalla de oro de 1000 m, también compartió sus puntos de vista, «Si Dong-Sung se movió lo suficiente como para ser sancionado por cruce de pista, no lo sé, obviamente se movió un poco. Es la interpretación del juez. Mucha gente dirá que fue correcto y mucha gente dirá que fue incorrecto. He visto movimientos como ese antes que no fueron sancionados. Pero también los he visto sancionados».

#### «Fucking USA»
«Fucking USA» es una canción de protesta escrita por el cantante y activista surcoreano Yoon Min-suk. Fuertemente anti-política exterior estadounidense y anti-Bush, la canción fue escrita en 2002 en un momento en que, tras la controversia de Apolo Ohno en los Juegos Olímpicos y el incidente de la autopista de Yangju, el sentimiento antiestadounidense en Corea del Sur alcanzó niveles récord.

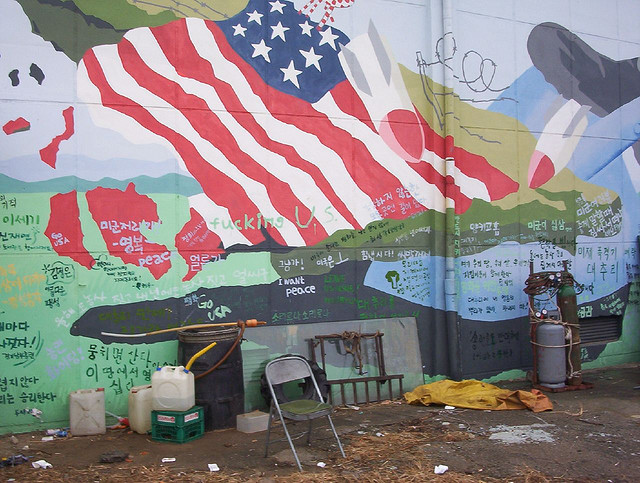
Una pintura de un lema antiestadounidense pintado en la pared exterior del almacén de Daechu-ri.

### Protestas de Daechuri
Desde 2004 hasta 2008, se llevaron a cabo una serie de grandes protestas contra el plan de las fuerzas armadas surcoreanas y estadounidenses para expandir Camp Humphreys y la subsiguiente reubicación de los residentes.

### The Host
La película de monstruos surcoreana de 2006 The Host ha sido descrita como antiestadounidense. La película se inspiró en parte en un incidente en 2000 en el que un embalsamador coreano que trabajaba para el ejército estadounidense en Seúl vertió una gran cantidad de formaldehído por el desagüe. En la película, los productos químicos vertidos engendran un monstruo mutado horrible desde el río que amenaza a los habitantes de Seúl. El ejército estadounidense situado en Corea del Sur es retratado como indiferente a los efectos que sus actividades tienen en los locales. El agente químico utilizado por el ejército estadounidense para combatir al monstruo al final se llama «Agente Amarillo» en referencia al agente naranja.
El director, Bong Joon-ho, comentó sobre el tema, «Es un estiramiento simplificar The Host como una película antiestadounidense, pero ciertamente hay una metáfora y un comentario político sobre EE. UU.». Debido a sus temas que pueden verse como críticos de Estados Unidos, la película fue realmente elogiada por las autoridades norcoreanas, algo raro para una película de gran éxito surcoreana.

### Protesta contra la carne estadounidense de 2008
Entre el 24 de mayo de 2008 y aproximadamente el 18 de julio de 2008 en Seúl, se llevaron a cabo protestas masivas contra la importación de carne estadounidense.

## Incidentes de los 2010

### Ataque al embajador de EE. UU. en 2015
Aproximadamente a las 7:40 a. m. del 5 de marzo de 2015, Mark Lippert, embajador de los Estados Unidos en Corea del Sur, fue atacado por un hombre armado con un cuchillo en un restaurante adjunto al Centro Sejong en el centro de Seúl, donde estaba programado para dar un discurso en una reunión del Consejo Coreano para la Reconciliación y la Cooperación. El asaltante, Kim Ki-jong, es miembro de Uri Madang (우리마당), una organización cultural progresista opuesta a la guerra de Corea. Infligió heridas en el brazo izquierdo de Lippert, así como un corte de cuatro pulgadas en el lado derecho de su rostro, que requirió 80 puntos de sutura. Lippert fue operado en el Hospital Severance de la Universidad de Yonsei en Seúl. Aunque sus heridas no ponían en peligro su vida, los médicos afirmaron que tomaría varios meses para que Lippert recuperara el uso de sus dedos. Un oficial de policía dijo que el cuchillo utilizado en el ataque medía 25,4 cm de largo y Lippert informó más tarde que la hoja penetró a 2 cm de su arteria carótida. ABC News resumió el aftermath inmediato del ataque como sigue, «El embajador Lippert, un veterano de la guerra de Irak, se defendió del ataque. Lippert fue llevado de urgencia a un hospital donde fue tratado por cortes profundos en su rostro, brazo y mano, él mantuvo la calma durante todo el incidente».
Durante el ataque y mientras era sometido por la seguridad, Kim gritó que las Coreas rivales deberían unificarse y dijo a los reporteros que había atacado a Lippert para protestar por los ejercicios militares conjuntos anuales entre Estados Unidos y Corea del Sur. Kim tiene un historial de activismo nacionalista coreano militante; atacó al embajador japonés en Corea del Sur en 2010 y fue sentenciado a una pena de prisión suspendida de tres años. El 11 de septiembre de 2015, Kim fue sentenciado a doce años de prisión por el ataque.

### Problemas del Acuerdo de las Mujeres de Consuelo entre Japón y Corea del Sur
El 28 de diciembre de 2015, se votó el Acuerdo de las Mujeres de Consuelo entre Japón y Corea del Sur bajo un compromiso entre los dos gobiernos conservadores de Corea del Sur (Park Geun-hye) y Japón (Shinzo Abe). Amnistía Internacional y los liberales a progresistas surcoreanos criticaron el acuerdo porque excluyó las intenciones directas de las víctimas.
Todos los medios liberales a progresistas surcoreanos creen que las negociaciones fueron forzadas por Estados Unidos. La razón es que Estados Unidos quiere que Corea del Sur y Japón trabajen juntos para contrarrestar el creciente poder económico de China, en lugar de priorizar los derechos humanos y la justicia de las víctimas coreanas de crímenes de guerra japoneses que aún están vivas.
El Acuerdo de las Mujeres de Consuelo entre Japón y Corea del Sur incrementó temporalmente el sentimiento antiestadounidense entre los liberales a progresistas surcoreanos. Sin embargo, un año después, debido al problema de la Defensa de Área de Gran Altitud Terminal (THAAD), el sentimiento antichino en Corea del Sur aumentó significativamente cuando China «tomó represalias económicas» contra Corea del Sur, lo que redujo considerablemente el sentimiento antiestadounidense entre los liberales a progresistas. El gobierno de Moon Jae-in y los liberales surcoreanos posteriores están apoyando una política exterior para convertir a Corea del Norte en un «país pro-estadounidense similar a Vietnam» para mantener a raya tanto a China como a Japón.

### Problemas del Acuerdo General sobre Seguridad de la Información Militar (GSOMIA)
Como parte de la disputa comercial entre Japón y Corea del Sur de 2019, el gobierno de Moon Jae-in intentó poner fin al GSOMIA, un acuerdo de intercambio militar entre Japón y Corea del Sur firmado en 2016 bajo la facilitación de Estados Unidos. Esto provocó reacciones negativas de analistas y políticos estadounidenses, quienes afirmaron que la decisión empeoraría las amenazas de seguridad de Corea del Norte. Finalmente, el GSOMIA se mantuvo. Algunos surcoreanos de izquierda, incluida la Confederación Coreana de Sindicatos, han descrito a EE. UU. como una violación de la soberanía surcoreana y la ignorancia deliberada de la antigua colonización de Corea por parte de Japón. 

## Tendencias recientes
El sentimiento antiestadounidense en Corea del Sur está generalmente asociado con el movimiento liberal o progresista, más que con el conservador. Sin embargo, el sentimiento antichino ha aumentado significativamente en Corea del Sur independientemente de la orientación política desde los 2010, lo que llevó a una disminución significativa del sentimiento antiestadounidense entre los liberales surcoreanos.
Aunque las protestas han surgido por incidentes específicos, pueden reflejar un sentimiento histórico más profundo, sentimiento antioccidental. Robert Hathaway, director del programa de Asia del Centro Wilson sugiere, «El crecimiento del sentimiento antiestadounidense tanto en Japón como en Corea del Sur no debe verse simplemente como una respuesta a las políticas y acciones estadounidenses, sino como un reflejo de tendencias y desarrollos domésticos más profundos dentro de estos países asiáticos». Hablando con el Centro Wilson, Katharine Moon señala que, aunque la mayoría de los surcoreanos apoyan la alianza estadounidense, «el antiamericanismo también representa la ventilación colectiva de agravios acumulados que, en muchos casos, han permanecido ocultos durante décadas».
En los 2020, el antiamericanismo político en Corea del Sur se ve principalmente en «algunos» socialistas y nacionalistas antiestadounidenses, mientras que los liberales y conservadores pueden estar en desacuerdo con Estados Unidos en parte, pero básicamente apoyan el proamericanismo político. Los socialistas y nacionalistas antiestadounidenses en Corea del Sur nunca han formado una fuerza política dominante.
La elección de Donald Trump como presidente ha llevado a un deterioro de las opiniones sobre Estados Unidos en Corea del Sur. Según una encuesta de Pew Research en 2025, el 61% de los surcoreanos tenía una opinión favorable de Estados Unidos, frente al 77% en 2024, mientras que el 39% tenía una opinión desfavorable, frente al 19% en 2024.

### Problemas de armas nucleares autóctonas
Desde los 2020, ha surgido un sentimiento antiestadounidense entre los partidarios de armas nucleares autóctonas en Corea del Sur, principalmente nacionalistas-conservadores de derecha. El sentimiento antiestadounidense entre algunos conservadores en el Sur proviene de la creencia de que EE. UU. no puede proteger a Corea del Sur de las armas nucleares norcoreanas. Sin embargo, los conservadores deben distinguirse del sentimiento antiestadounidense de los nacionalistas de «extrema izquierda» porque tienen un sentimiento anticomunista y antinorte más fuerte y también son proestadounidenses en el sentido de que se oponen firmemente a la retirada de las tropas estadounidenses.